# 錢文驥
錢文驥，雲南省雲南府昆明縣人，清朝政治人物。同進士出身。
光緒二年（1876年），參加丙子恩科會試，得貢士第338名。殿試登進士3甲第14名。同年五月（6月3日），著分六部學習。